# Rominigue Kouamé
Rominigue Kouamé N'Guessan, né le 17 décembre 1996 à Lopou (Côte d'Ivoire), est un footballeur international malien. Évoluant au poste de milieu gauche ou de latéral gauche, il joue actuellement au Chicago Fire, en prêt de Cádiz CF.

## Biographie

### En club
Rominigue Kouamé est né à Lopou en Côte d'Ivoire. Il commence à jouer dans le quartier de Yopougon Sicogi, et est ensuite repéré par le Majestic SC, centre de formation basé à Abidjan et partenaire de JMG Académie. Il rejoint le Mali à l'âge de 12 ans pour intégrer l'Académie Jean-Marc Guillou de Bamako. Il y poursuit sa formation pendant 5 ans avant de rejoindre l'AS Real Bamako.
Au mois de mars 2016, il signe au Lille OSC en compagnie de son compatriote Yves Bissouma. Il intègre la réserve du club.
Lors de l'été 2017, il intègre le groupe professionnel et participe aux matchs amicaux de pré-saison. Il fait ses débuts professionnels le 6 août 2017 en entrant en jeu en seconde période face au FC Nantes, il réalise une passe décisive pour Anwar El-Ghazi. Le 19 août 2017, il prolonge son contrat avec le LOSC jusqu'en 2022.
L’été suivant, il est prêté une saison sans option d’achat en Ligue 2, au Paris Football Club afin de s'aguerrir et d’avoir du temps de jeu. L'année suivante, il est prêté une saison avec option d'achat au Cercle Bruges.
Le 8 janvier 2020, il est prêté avec option jusqu'à la fin de la saison à l'ESTAC Troyes. Il débute sous ses nouvelles couleurs en étant titularisé face au Havre (21e journée, défaite 1-0). Installé dans le onze troyen, il connaît six autres titularisations avant que le championnat ne soit arrêté à la 28e journée à cause de la pandémie de Covid-19. Le 10 juillet 2020, le LOSC annonce la prolongation de son contrat et le renouvellement de son prêt auprès de l'ESTAC.
Le 28 juin 2021, Troyes annonce avoir trouvé un accord avec Lille pour lever l’option d’achat.

### En équipe nationale
Rominigue Kouamé est sélectionné avec le Mali pour participer au championnat d'Afrique des nations 2016. Il joue son premier match avec les Aigles le 19 janvier 2016 en entrant en jeu à la 85e minute face à l'Ouganda (2-2). Il atteindra la finale de cette compétition, en étant battu par la RD Congo.

## Statistiques

### En club
| Saison                | Club                     | Championnat           | Championnat | Championnat | Coupe nationale | Coupe nationale | Coupe de la Ligue | Coupe de la Ligue | Compétition(s) continentale(s) | Compétition(s) continentale(s) | Compétition(s) continentale(s) | Total | Total |
| Saison                | Club                     | Division              | M.          | B.          | M.              | B.              | M.                | B.                | Comp.                          | M.                             | B.                             | M.    | B.    |
| 2017-2018             | Lille OSC                | Ligue 1               | 6           | 0           | -               | -               | -                 | -                 | -                              | -                              | -                              | 6     | 0     |
| 2018-2019             | Paris FC (prêt)          | Ligue 2               | 26          | 0           | -               | -               | 1                 | 0                 | -                              | -                              | -                              | 27    | 0     |
| 2019-2020             | Cercle Bruges KSV (prêt) | Jupiler Pro League    | 13          | 0           | 1               | 0               | -                 | -                 | -                              | -                              | -                              | 14    | 0     |
| 2019-2020             | ESTAC Troyes (prêt)      | Ligue 2               | 3           | 0           | -               | -               | -                 | -                 | -                              | -                              | -                              | 3     | 0     |
| Total sur la carrière | Total sur la carrière    | Total sur la carrière | 48          | 0           | 1               | 0               | 1                 | 0                 | -                              | -                              | -                              | 50    | 0     |

## Palmarès
Mali
- Finaliste du Championnat d'Afrique des nations en 2016